# アドプラス

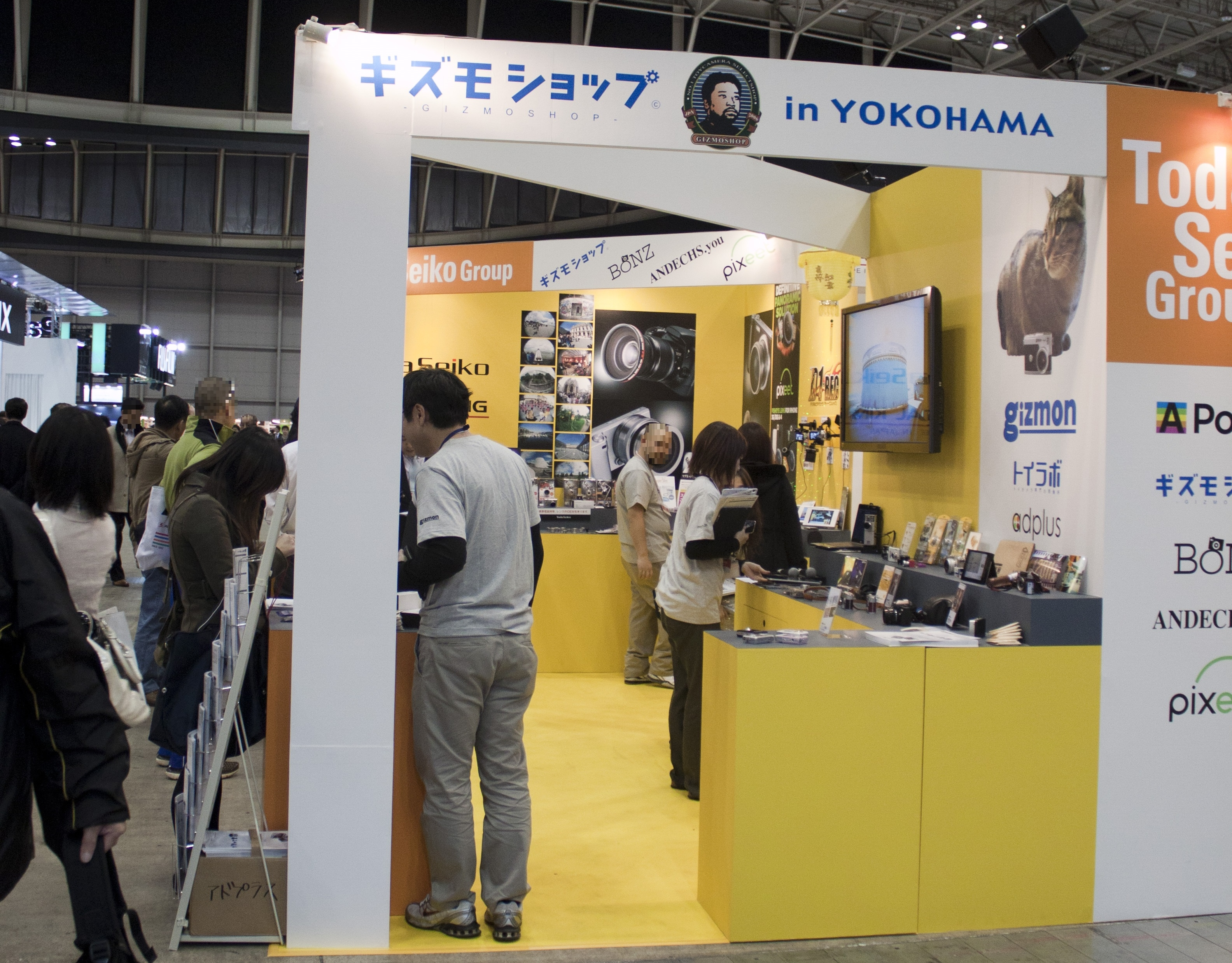
アドプラスが運営していたギズモショップ（CP+ 2011 会場）

## 概要
2001年（平成13年）に山下美穂によってインターネットや会計業務に関連した事業を行う企業として設立された。
取締役である清家英明の発案により、2007年（平成19年）頃からカメラや写真機材の輸入販売を開始し、カメラやカメラアクセサリー販売を行う「ギズモショップ」をオープンした。
日本の若年層からはほとんど知られていないen:Vivitarブランド商品の面白さに当初から着目し、日本での代理店業務を開始する。日本のトイカメラを好む若い層に受け入れられ、トイカメラ界でのVivitarの名前を広める事になった。
2015年8月3日に、関連会社である有限会社テクノロジックとともに、熊本地方裁判所より破産手続開始の決定を受けた。そして同年10月30日に法人格が消滅した。

## 主な製品とサービス
- GIZMON (ギズモン)
- トイデジカメ
- iPhoneケース
- コンバージョンレンズ
- カメラアクセサリー
- トイラボ
- Camera Talk
- ギズモショップ